# Алијениста
Алијениста (енгл. The Alienist) је криминалистички роман америчког писца Кејлеба Кара, први пут објављен 1994. године и прва књига у Крајзлер серији. Радња романа смештена је у Њујорку, 1896. године. У самом роману присутне су бројне историјске фигуре, укључујући Теодора Рузвелта, двадесет шестог председника Сједињених Држава и славног америчког финансијера Џ. П. Моргана. Прича прати Рузвелта, тадашњег комесара Полицијске управе града Њујорка, Др Ласла Крајзлера, еминентног алијенисту и психолога и њихов истражитељски тим у покушају да реше случај серијског убице помоћу нових форензичких метода. Наставак романа носи назив Анђео таме.

## Ликови
- Др Ласло Крајзлер, еминентни алијениста и психолог;
- Џон Мур, Крајзлеров пријатељ, репортер Њујорк тајмса;
- Сара Хауард, Мурова пријатељица, секретарица у Полицијској управи;
- Марко и Луције Ајзаксон, истражни наредници у Полицијској управи;
- Стиви Тагерт, Крајзлеров коњушар и кочијаш;
- Сајрус Монтроуз, Крајзлеров лични слуга и телохранитељ;
- Мери Палмер, Крајзлерова служавка.

### Историјске личности
- Теодор Рузвелт
- Томас Ф. Бернс
- Мајкл Кориган
- Џејмс Елисон
- Х. Х. Холмс (поменут)
- Вилијам Џејмс
- Пол Кели
- Џек Макманус